# X-Wagen
Az X-Wagen (magyar nyelven: x-kocsi) a németországi S-Bahn hálózatok személyszállító kocsitípusa volt. A kocsikat általában fix ingavonati szerelvényekként állították össze, amelyeket működés közben nem választanak el egymástól, ezért egy motorvonatként kezelték őket. Ezeket az S-Bahn Rhein-Ruhr számára fejlesztették ki, ahol 2019 decemberéig álltak szolgálatban. Emellett a nürnbergi S-Bahnon is megtalálhatóak voltak, ahol egészen 2020 decemberéig közlekedtek. Rövid ideig, 2002 nyarán a berlini S-Bahnnál is közlekedtek; 2009 júliusának végétől 2011 elejéig ismét ez volt a helyzet.

## Története

### Fejlesztés és gyártás

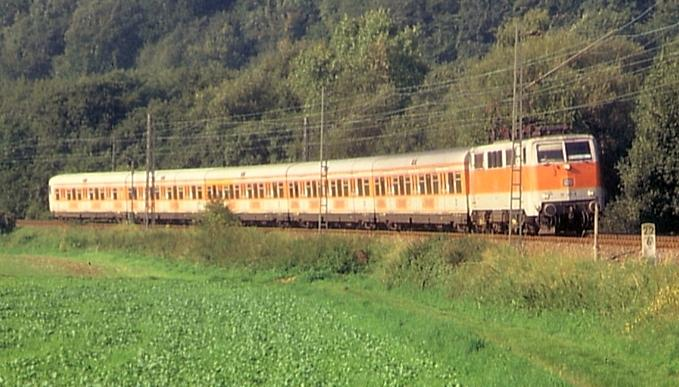
DB 111 sorozat x-kocsikkal, 1986

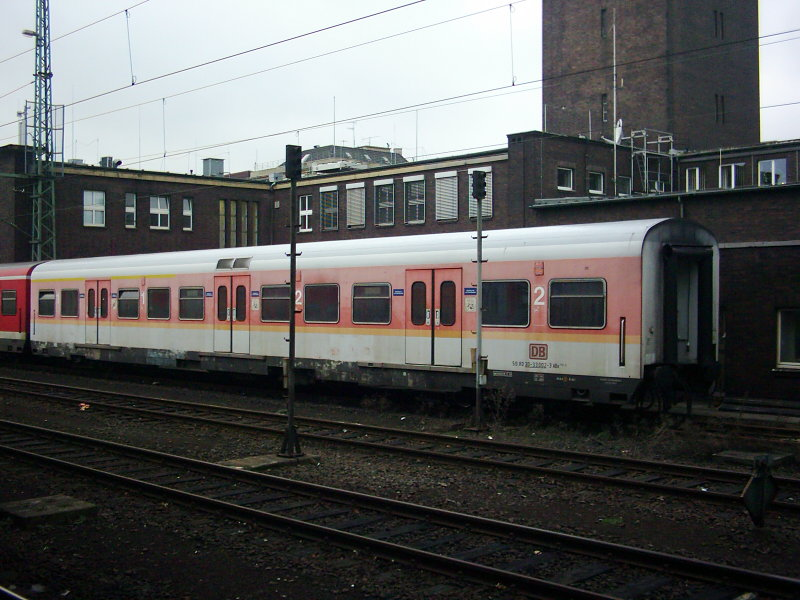
S-Bahn kocsi az eredeti fényezéssel 1987-ben a düsseldorfi főpályaudvaron

A Rajna-Ruhr S-Bahnt 1967-ben nyitották meg, kezdetben n kocsikból és DB 141 sorozatú villanymozdonyokból álló, mozdonyvontatta vonatokkal. Az 1970-es évek közepén az üzemeltetés átállt a DB 420 sorozatú motorvonatokra. A Rajna-Ruhr S-Bahnnál azonban nem voltak teljesen kielégítőek, különösen az elégtelen kényelmet kifogásolták; valójában a vonatokat nem is a Ruhr-vidéki vonalak állomásai közötti hosszú távolságokra tervezték. Kezdetben a 420 sorozat 422-es munkacímmel ellátott változatát fontolgatták, de végül a mozdonyvontatású vonatok mellett döntöttek.
1978-ban a Deutsche Bundesbahn megbízta a DUEWAG és az MBB gyártókat egy Rajna-Ruhr ingavonat kifejlesztésével. A DB 111 sorozatú villamos mozdonyokat tervezték a vontatásukhoz. Az év végén a Bx 794.0 másodosztályú kocsi és a Bxf 796.0 típusú vezérlőkocsi első prototípusait már átadták a Bundesbahnnak tesztelésre. Az ABx 791.0 első/másod osztályú kocsik 1979 elején következtek. Az x-wagen-ek feltűnően hasonlítanak a 422-es (régi) kocsi terveihez, amely a 420 sorozat egy olyan változata volt, amelynek középső kocsiján nem volt meghajtás, és amelyet soha nem építettek meg. Az x-wagen-ek technikailag is nagyon hasonlítottak a három évvel korábban kifejlesztett LHB helyi közlekedési kocsikra, amelyekből többek között a forgóvázakat, számos tervezési elemet és a fűtési/szellőzési koncepciót vették át.
1981-ben az x-wagen-ek kisebb változtatásokkal sorozatgyártásba kerültek, és a Ruhr-vidéken a DB 420 sorozatot váltották fel. Az 1984-ig épített sorozat 59 ABx és Bxf, valamint 97 Bx-et tartalmazott. A hálózatbővítéshez 1989-ben egy második sorozatot szereztek be, amely egyenként 13 ABx 791.2 és Bxf 796.2, valamint 19 Bx 794.2 sorozatú kocsiból állt. Ezeket a járműveket gyárilag a DB új, elővárosi vonatokra vonatkozó színsémájára festették, és részleteiben eltérnek az előző szériától. Az új nürnbergi S-Bahn számára 1988-ban úgy döntöttek, hogy szintén x-wagen-eket használnak, de DB 141 sorozatú mozdonyokkal együtt. 1991-1992-ben e célból egy-egy 9 darabos ABx 791.3-et és Bxf 796.3-et, valamint 23 darab Bx 794.3 kocsit szereztek be. Az utolsó x-wagen-eket 1995-ben építették a Rhein-Ruhr S-Bahn számára: 19 db ABx 791.4, 21 db Bxf 796.4, valamint 30 db Bx 794.4 érkezett. Ezt követően született meg a döntés, hogy a következő években új villamos motorvonatokra cserélik a kocsikat. Miután a DB 423 sorozatot soha nem használták a Ruhr-vidéken az eredetileg tervezett számban, az elhasználódott x-wagen-eket 2008 óta a DB 423 sorozatból továbbfejlesztett DB 422 sorozat váltotta fel.
| Gyártás éve         | ABx 791 | Bx 794 | Bxf 796 | Megjegyzés                            | Gyártó       |
| ------------------- | ------- | ------ | ------- | ------------------------------------- | ------------ |
| 1978–1979           | 3       | 4      | 3       | Prototípus                            | DUEWAG / MBB |
| 1981–1984           | 59      | 97     | 59      | 1. sorozat                            | DUEWAG / MAN |
| 1989                | 13      | 19     | 13      | 2. sorozat                            | DUEWAG / MAN |
| 1991–1992           | 9       | 23     | 9       | 3. sorozat az S-Bahn Nürnberg részére | MAN          |
| 1995                | 19      | 30     | 21      | 4. sorozat                            | DWA Bautzen  |
| Összesen            | 103     | 173    | 105     |                                       |              |
| az infobox alapján: | 121     | 193    | 118     |                                       |              |
| a forrás alapján:   | 108     | 196    | 110     |                                       |              |